# Dimitri Steinmann
Pour les articles homonymes, voir Steinmann.
Dimitri Steinmann, né le 14 juillet 1997 à Zurich, est un joueur professionnel de squash représentant la Suisse. Il atteint le 16e rang mondial en juin 2025, son meilleur classement. Il est champion de Suisse quatre fois consécutivement de 2021 à 2025.

## Biographie
Son père Peter Steinmann participe aux Jeux olympiques de 1984, 1988 et 1992 comme pentathlète et sa mère Claudia Peczinka comme nageuse synchronisée aux Jeux de 1988 et 1992,.

## Carrière
Le 24 août 2024, il remporte la médaille d'argent des championnats d'Europe de squash en s'inclinant en finale face au Français Victor Crouin. En avril 2025, lors du tournoi Grasshopper Cup 2025, il s'impose face à l'ancien champion du monde Mohamed El Shorbagy et parvient pour la première fois  en quart de finale d'un tournoi PSA Gold. De 2021 à 2025, il remporte quatre titres consécutifs de champion de Suisse.

## Palmarès

### Titres
- Championnats de Suisse : 4 titres (2021, 2022, 2023-2024, 2025)

### Finales
- Open d'Allemagne masculin de squash 2024
- Open d'Australie : 2018
- Championnats d'Europe : 2024
- Championnats de Suisse : 3 finales (2017-2019)